# Can Genové
Can Genové és un edifici d'el Masnou (Maresme) catalogat com a bé cultural d'interès local.

## Història
La va fer construir l'any 1880 el farmacèutic Pere Genové i Colomer (1834-1900). El disseny original del jardí s'atribueix a Gaietà Buïgas i Monravà, però la construcció de blocs d'habitatges n'ha disminuït la superfície.

## Descripció
Casa aïllada als quatre vents de planta rectangular amb la façana de ponent alineada al carrer de Joan XXIII i les altres envoltades de jardí. Consta de planta baixa i dos pisos amb una teulada a dues vessants amb el carener perpendicular a la façana, de manera que a la part frontal i posterior es forma un frontó. L'adaptació de l'edifici al terreny inclinat en el qual està situat fa que la part posterior, que confronta amb el jardí, tingui un semisoterrani.
La façana es genera a partir d'una disposició simètrica a partir de tres eixos de verticalitat, excepte la planta superior, on hi ha tres grups de tres petites obertures d'arc rebaixat. La planta baixa es defineix amb la porta d'entrada enretirada del pla de façana, precedida d'un vestíbul obert. A cada costat hi ha finestres amb reixa metàl·lica. Al pis hi ha una balconera i als costats balcons amb barana de ferro. Les obertures estan protegides per persianes de llibret de fusta. Les plantes presenten una disminució progressiva de l'alçada, ben senyalades per motllures a nivell del forjat, a més de les que ressegueixen els punts d'arrencada de les llindes, els arcs rebaixats i les finestres de la última planta.